# 慈英
慈英·前田·哈多（英語：Jay Maeda Haddow，日语：／ Maeda Hadōjiei，2004年4月2日—），華語圈多以慈英或前田慈英稱之，在香港出生的日英混血職業足球員，司職右後衛，現時效力香港超級聯賽球會傑志。

## 俱樂部生涯
慈英在2004年4月2日於香港出生，在愉景灣長大，並於8歲到12歲時在傑志開始其足球員生涯，在此期間曾獲阿士東維拉給予兩星期試訓的機會。他在2016年移居至英格蘭，與布莱克本流浪者簽下一紙青訓合約，此前其曾在港島中學就讀一年。2020年7月，慈英與布萊克本流浪者另簽為期兩年的足球員獎學金合同，在此期間他曾分別為流浪者的U18和U23梯隊出戰40次及12次。
儘管備受多間來自英超和英冠的球隊青睞，布萊克本流浪者仍在2022年7月14日宣佈向慈英發出職業球員合同，為期兩年至2024的夏天。
2024年7月1日，港超球會傑志宣布簽入慈英。同年8月31日，他在對陣均業北區的聯賽中首次代表球隊於正式比賽上場。
2025年3月22日，賽馬會菁英盃傑志對東方的比賽中，慈英射入加盟港超後首個入球。

## 國家隊生涯
慈英生於香港，父親為英國人，母親為日本人，因此他具備代表日本、英格蘭、蘇格蘭或香港的資格。他在2020年6月接受《東方日報》訪問時表示，有意披上香港足球代表隊球衣。儘管其持有永久居民身份證，但因未申請香港護照而暫無資格。
2022年5月，慈英獲日本U19徵召出戰土倫盃國際足球錦標賽，在6月7日對陣科摩羅U21的球賽中第55分鐘替補登場，首次代表日本U19上陣。